# Kvarntorp, Södertälje kommun
Kvarntorp är en bebyggelse norr om Hölö i Hölö socken i Södertälje kommun. Från 2015 avgränsar SCB här en småort.